# Laura Lepistö
María Laura Anneli Lepistö (nacida el 25 de abril de 1988 en Espoo, Finlandia) es una expatinadora sobre hielo. Fue la medallista de bronce el Campeonato Mundial de patinaje artístico de 2010, la campeona de Europa en 2009 y la campeona de Finlandia en 2008 y 2010.
Lepistö anunció su retirada del patinaje deportivo en marzo de 2012, tras pasar dos temporadas sin competir a causa de varias lesiones.

## Carrera deportiva
Lepistö comenzó a patinar a la edad de cuatro años, siguiendo los pasos de su hermana mayor. Se entrenaba en su ciudad natal Espoo durante el invierno y Vierumäki (Finlandia) y Tartu (Estonia) durante el verano, con estancias en Boston (Estados Unidos) y Tallin y Toronto (Canadá).

### Categoría júnior
En la temporada 2002-2003, Lepistö ganó la medalla de plata en la categoría júnior en la competición Gardena Spring Trophy y la medalla de oro en la Copa de Varsovia, además de convertirse en la campeona júnior de Finlandia. En la temporada siguiente, tomó parte por primera vez en la serie del Grand Prix Júnior. Obtuvo la duodécima plaza en Bulgaria y fue octava en Croacia. Quedó quinta en el Campeonato de Finlandia de 2004 y ganó la medalla de bronce en el Campeonato Nórdico.
Compitió de nuevo en la serie del Grand Prix en la temporada 2004-2005; ganó la competición de Serbia y fue novena en Rumanía. En 2005, ganó de nuevo el Campeonato de Finlandia y obtuvo la medalla de plata en el Campeonato Nórdico. En la siguiente temporada consiguió la medalla de bronce en el evento del Grand Prix en Andorra y la cuarta plaza en Bulgaria. En el Campeonato de Finlandia compitió por primera vez en la categoría sénior y logró el cuarto puesto. Ganó de nuevo la medalla de plata en el Campeonato Nórdico de 2006 y quedó novena en su primer Campeonato Mundial Júnior.
En la siguiente temporada sufrió una fractura por fatiga de la cadera derecha debida a la práctica excesiva de un salto triple y solo pudo competir en el evento de Eslovaquia del Grand Prix júnior, donde acabó quinta. Se recuperó a tiempo de participar en el Campeonato de Finlandia y en el Campeonato Nórdico de 2007, en los que obtuvo sendas medallas de plata en la categoría sénior. Fue séptima en el Campeonato Mundial Júnior.

### Categoría sénior
En la temporada 2007-2008 Lepistö empezó a competir de manera exclusiva en la categoría sénior. En el Trofeo Nebelhorn de 2007 obtuvo la medalla de bronce y acabó en cuarta posición en el Trofeo de Finlandia. Participó por vez primera en la serie sénior del  Grand Prix, en Skate Canada y Trofeo NHK, donde quedó séptima y quinta respectivamente. En 2008 ganó el Campeonato de Finlandia y poco después consiguió la medalla de bronce en su primera aparición en el Campeonato Europeo y la octava plaza en el Campeonato Mundial.
En la siguiente temporada, ganó medallas de plata en el Trofeo Nebelhorn y el Trofeo de Finlandia. En el Grand Prix de 2008, logró la medalla de bronce en la Copa de China y la quinta plaza en el Trofeo NHK. Fue medalla de plata en el Campeonato de Finlandia y ganó el Campeonato Europeo de 2009, celebrado en Finlandia. Se convirtió así en la segunda patinadora finlandesa en conseguir un título de Europa, tras la victoria de la pareja Susanna Rahkamo y Petri Kokko en 1995 en danza sobre hielo, y la primera en la disciplina de patinaje individual femenino; esta fue también la primera vez que dos patinadores de Finlandia compartieron el podio europeo, al ganar Susanna Pöykiö la medalla de bronce. Lepistö quedó sexta en el Campeonato Mundial de aquel año.
Lepistö se clasificó quinta en el Trofeo NHK de la serie del Grand Prix de 2009, y tercera en Skate Canada. Recuperó el título de Campeona de Finlandia en 2010, pero no pudo repetir la victoria de 2009 en el Campeonato Europeo de 2010 y se tuvo que conformar con la medalla de plata, por detrás de Carolina Kostner. Lepistö fue sexta en los Juegos Olímpicos de Vancouver; esta fue la plaza más alta alcanzada por una patinadora europea en estas Olimpiadas. En marzo de 2010 logró un nuevo resultado histórico al obtener el bronce en el Campeonato Mundial en Turín, la primera medalla conseguida por una patinadora finlandesa en un Campeonato Mundial.

### Lesiones y retiro deportivo
En la serie del Grand Prix de 2010, Lepistö planeaba competir en Skate Canada y Skate America, pero tuvo que retirarse de ambos eventos debido a una lesión en el tendón de Aquiles. Tampoco pudo participar en el Campeonato Europeo de 2011. Se recuperó a tiempo de entrenarse para el  Campeonato Mundial, pero se lastimó la espalda a principios de marzo al caerse  mientras patinaba a gran velocidad. A consecuencia de la contusión sufrió rigidez en la espalda. y se tuvo que retirar de la competición por el resto de la temporada.
En junio de 2011 volvió a entrenarse a tiempo completo y se procuró un nuevo patrocinador, la empresa KPMG. Fue seleccionada para competir en el Grand Prix de 2011, en las competiciones Skate America y el Trofeo Éric Bompard. Sin embargo, durante una  estancia  en Toronto en el mes de julio para entrenarse con Brian Orser empezó a experimentar dolor en un pie tan intenso que no podía ponerse los patines. La aflicción surgió por sobreuso del pie durante los aterrizajes de los saltos, lo cual afectó a un nervio. Lepistö pudo volver a patinar en agosto con un par de patines hechos a medida, pero los dolores continuaron y tuvo que renunciar a competir en la serie del Grand Prix de 2011. En noviembre, declaró ser incapaz de patinar más de 15 minutos seguidos y que no participaría en ninguna competición de al temporada 2011-2012, para poder recuperarse plenamente.
EL 25 de marzo de 2012, Lepistö anunció su retirada del patinaje de competición, declarando que ya no sentía la misma pasión por el deporte que en el pasado.

## Actividades extradeportivas
Lepistö inició estudios universitarios en la Facultad de Economía de la Universidad de Aalto en septiembre de 2010 aunque su prioridad principal hasta su retirada de 2012 era el patinaje.
En febrero de 2012, la compañía de patinaje artístico Champions on Ice invitó a Lepistö a patinar en el  Festival anual de Paektusan en Corea del Norte, en el que se homenajeó a Kim Jong-il con motivo de su fallecimiento. La patinadora participó en el evento tras recibir la autorización del Ministerio de Educación y Cultura de Finlandia, aunque posteriormente se disculpó y declaró que no apoyaba al régimen norcoreano y su decisión no tuvo motivos políticos.

## Programas
| Temporada | Programa corto                           | Programa libre                                                                                  | Exhibición |
| --------- | ---------------------------------------- | ----------------------------------------------------------------------------------------------- | --- |

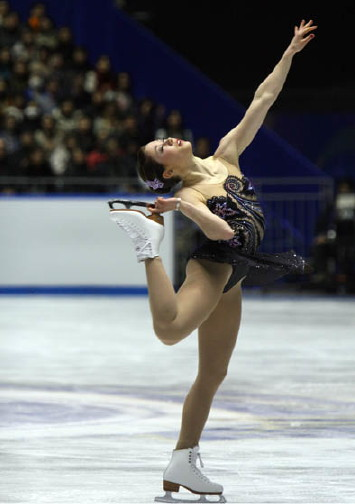
Lepistö en una pirueta en el Trofeo NHK de 2008

| 2011–2012 | - Bésame Mucho por Consuelo Velázquez    | - Miss Saigon Rhapsody por Claude-Michel Schönberg                                              | |
| 2010–2011 | No compitió                              | No compitió                                                                                     | - Jupiter por Ayaka Hirahara |
| 2009–2010 | - Imagined Oceans por Karl Jenkins       | - Adiós Nonino - Fuga y Misterio por Astor Piazzolla interpretado por Gary Burton               | - I Want to Spend My Lifetime Loving You (de la banda sonora de The Mask of Zorro) por James Horner interpretado por Marc Anthony y Tina Arena |
| 2008–2009 | - Imagined Oceans by Karl Jenkins        | - Don Juan DeMarco banada sonora de Michael Kamen                                               | - Ballad (de Klaani) por Päivi Portaankorva |
| 2007–2008 | - The Legend of 1900 por Ennio Morricone | - Don Juan DeMarco por Michael Kamen                                                            | - I Believe por Fantasia Barrino |
| 2006–2007 | - The Legend of 1900 por Ennio Morricone | - The Feeling Begins por Peter Gabriel - Lost City por Henri Seroka - Harem por Sarah Brightman | |
| 2005–2006 | - Invierno Porteño por Astor Piazzolla   | - The Feeling Begins por Peter Gabriel - Lost City por Henri Seroka - Harem por Sarah Brightman | |

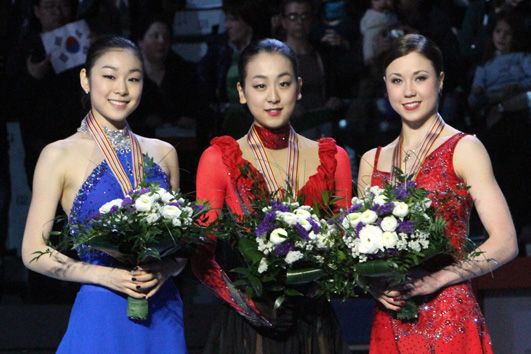
Lepistö, a la derecha, en el podio del Campeonato Mundial de 2010

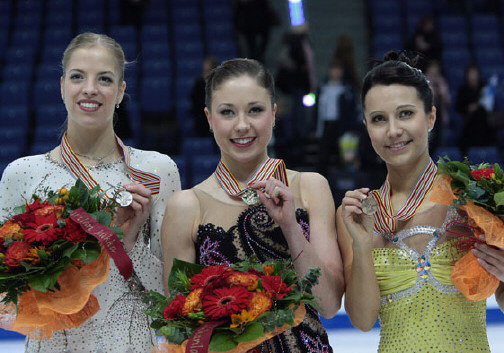
Lepistö, en el centro, en el podio del Campeonato Europeo de 2009

| 2004–2005 | - Invierno Porteño por Astor Piazzolla   | - Liberty por Luis Muñoz - Redemption por Tonino Baliardo - Harem por Sarah Brightman           | |

| Juegos Olímpicos de Invierno        |         |         |         |         |         |     |     | 6.ª |
| Campeonato Mundial                  |         |         |         |         |         | 8.ª | 6.ª | 3.ª |
| Campeonato Europeo                  |         |         |         |         |         | 3.ª | 1.ª | 2.ª |
| GP Copa de China                    |         |         |         |         |         |     | 3.ª |     |
| GP Trofeo NHK                       |         |         |         |         |         | 5.ª | 5.ª | 5.ª |
| GP Skate Canada                     |         |         |         |         |         | 7.ª |     | 3.ª |
| Trofeo de Finlandia                 |         |         |         |         |         | 4.ª | 2.ª | 2.ª |
| Trofeo Nebelhorn                    |         |         |         |         |         | 3.ª | 2.ª |     |
| Campeonato Nórdico                  |         | 3.ª (J) | 2.ª (J) | 2.ª (J) | 2.ª (J) | 2.ª |     |     |
| Internacional Júnior                |         |         |         |         |         |     |     |     |
| Campeonato Mundial Júnior           |         |         |         | 9.ª     | 7.ª     |     |     |     |
| Grand Prix Júnior (Andorra)         |         |         |         | 3.ª     |         |     |     |     |
| Grand Prix Júnior (Bulgaria)        |         | 12.ª    |         | 4.ª     |         |     |     |     |
| Grand Prix Júnior (Croacia)         |         | 8.ª     |         |         |         |     |     |     |
| Grand Prix Júnior (Rumanía)         |         |         | 9.ª     |         |         |     |     |     |
| Grand Prix Júnior (Serbia)          |         |         | 1.ª     |         |         |     |     |     |
| Grand Prix Júnior (República Checa) |         |         |         |         | 5.ª     |     |     |     |
| Copa de Varsovia                    | 1.ª     |         |         | 1.ª     |         |     |     |     |
| Gardena Spring Trophy               | 2.ª     |         |         |         |         |     |     |     |
| Nacional                            |         |         |         |         |         |     |     |     |
| Campeonato de Finlandia             | 1.ª (J) | 5.ª (J) | 1.ª (J) | 4.ª     | 2.ª     | 1.ª | 2.ª | 1.ª |
| J = Categoría júnior                |         |         |         |         |         |     |     |     |